# Summer Nude
Summer Nude (サマーヌード Samānūdo?) är en japansk TV-serie som sändes på Fuji Television från 8 juli till 16 september 2013. Tomohisa Yamashita, Erika Toda och Karina Nose i huvudrollerna.

## Rollista (i urval)
- Tomohisa Yamashita - Asahi Mikuriya
- Erika Toda - Hanae Taniyama
- Karina Nose - Natsuki Chiyohara
- Masami Nagasawa - Kasumi Ichikura
- Ryo Katsuji - Takashi Yaino
- Masataka Kubota - Hikaru Kirihata
- Shori Sato - Hayao Taniyama
- Mizuki Yamamoto - Aoi Horikiri
- Yudai Chiba - Haruo Yoneda
- Ayami Nakajō - Mami Ichise
- Nanami Hashimoto - Kiyoko Ishikari
- Katsunori Takahashi - Kenji Shimojima
- Yuka Itaya - Setsuko Shimojima
- Shigeru Saiki - Fumihiro Kominami